# Bad Johnson
Bad Johnson är en amerikansk komedifilm från 2014. Filmen regisserade av Huck Botko.

## Handling
Rich Johnson är en sexmissbrukare som förstör alla hans förhållanden på grund av hans otrohet. En kväll så önskar han att hans penis kunde lämna honom ifred, och nästa dag så vaknar har upp och upptäcker att hans penis är borta.

## Rollista
- Rich Johnson - Cam Gigandet
- Richs penis - Nick Thune
- Lindsay Young - Katherine Cunningham
- Josh Nelson - Kevin Miller
- Jaime - Jamie Chung